# Нюкварн (община)
Община Нюкварн (на шведски: Nykvarns kommun) е разположена в лен Стокхолм, централна Швеция с обща площ 178 km2 и население 9523 души (към 31 декември 2013). Административен център на община Нюкварн е едноименния град Нюкварн.